# Erja Lyytinen

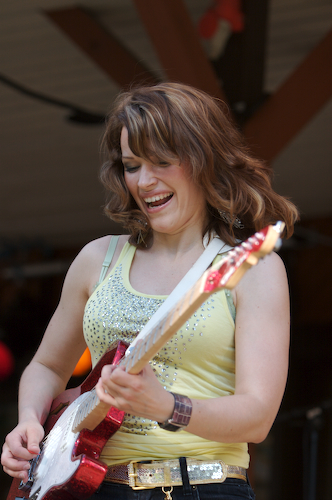
Erja Lyytinen (2007)

Erja Lyytinen (* 1976 in Kuopio) ist eine finnische Blues-Gitarristin, Sängerin und Songwriterin, die ihre Aufnahmen ebenfalls mit produziert. Sie wird oft mit Bonnie Raitt verglichen, zumal beide Slide-Gitarre spielen. Lyytinens Musik mischt Blues mit Elementen aus Jazz, Pop, R&B und Country.

## Leben und Karriere
Bereits als Teenager trat Erja Lyytinen mit ihren Eltern auf. Sie sang und spielte zunächst Geige, entschied sich dann aber für die elektrische Gitarre. Sie nahm Unterricht am Pop- und Jazz-Konservatorium und studierte Jazz an der Sibelius-Akademie, beide in Helsinki. 2002 nahm Lyytinen mit der Band Dave’s Special das Album Attention! auf. 
2003 erschien ihr erstes eigenes Album Wildflower. Beim finnischen Puistoblues-Festival im gleichen Jahr stand sie mit Koko Taylor und Bonnie Raitt auf dem Programm. Mit dem Gitarristen Davide Floreno spielte sie 2005 das Album It’s a Blessing ein. Für das deutsche Blues-Label Ruf Records nahm sie mit Ian Parker und Aynsley Lister das Album Pilgrimage – Mississippi to Memphis auf. Es folgten Tourneen in den USA und Europa, wobei die Live-DVD Blues Caravan 2006 – The New Generation entstand. 
Der Song Dreamland Blues wurde von Sue Foley für ihre Kompilation Blues Guitar Women ausgewählt. Seither veröffentlicht sie regelmäßig neue Alben; der Vertrag bei Ruf Records ist ausgelaufen, mittlerweile veröffentlicht sie ihre CDs unter ihrem eigenen Label Tuohi Records.
Lyytinen ist Mutter von Zwillingssöhnen (* 2014).

## Diskografie (Auswahl)

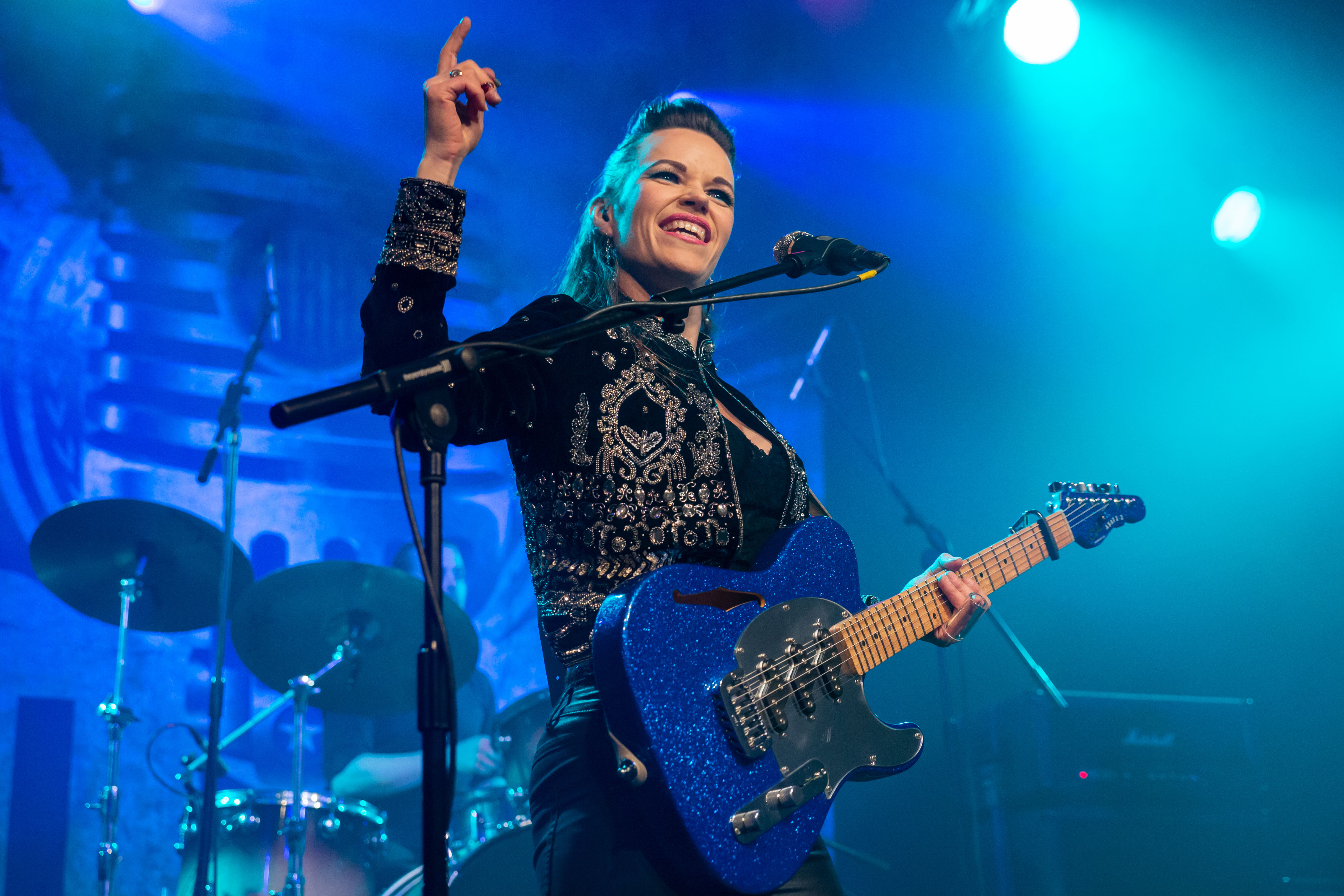
Lyytinen (2019)

### Alben
- 2002: Attention! (mit Dave’s Special)
- 2003: Wildflower
- 2005: It’s a Blessing (mit Davide Floreno)
- 2005: Pilgrimage – Mississippi to Memphis (mit Ian Parker und Aynsley Lister)
- 2006: Dreamland Blues
- 2008: Grip of the Blues
- 2010: Voracious Love
- 2012: Songs from the Road (Live-Album CD + DVD)
- 2013: Forbidden Fruit
- 2014: The Sky Is Crying
- 2015: Live In London (CD + DVD)
- 2016: Live mit Heikki Silvennoinen (CD + DVD)
- 2017: Stolen Hearts
- 2019: Another World
- 2020: Lockdown Live
- 2022: Waiting For The Daylight
- 2023: Diamonds On The Road (2CD)
- 2025: 20 Years Of Blues Rock (Live-Album 2CD + DVD)
- 2025: Smells Like Roses

### Live-DVD
- 2006: Blues Caravan 2006 – The New Generation